# Selen Soyder

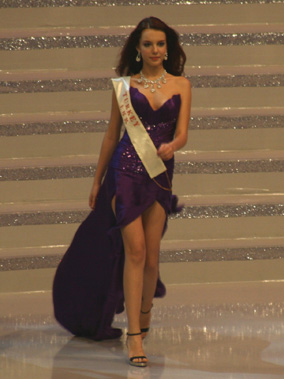
Selen Soyder, 2007

Mükerrem Selen Soyder (* 26. Dezember 1986 in Izmir) ist eine türkische Schauspielerin und Model und Gewinnerin eines Schönheitswettbewerbs.

## Leben und Karriere
Soyder wurde am 26. Dezember 1986 in Izmir geboren. Ihre Familie stammt ursprünglich aus Ioannina. 2007 gewann sie den Wettbewerb Miss Turkey. Danach nahm sie an Miss World 2007 teil. Ihr Debüt gab sie 2010 in der Fernsehserie Yer Gök Aşk. Zwischen 2011 und 2014 spielte sie die Hauptrolle in Lale Devri. Anschließend bekam sie 2014 ihre nächste Hauptrolle in Reaksiyon. 2015 heiratete sie den türkisch-jüdischen Geschäftsmann Oren Frances. 2016 spielte sie in Hangimiz Sevmedik mit.

## Filmografie
- 2010: Yer Gök Aşk
- 2011–2014: Lale Devri
- 2014: Reaksiyon
- 2016: Hangimiz Sevmedik

## Auszeichnungen
- 2006: Miss Bikini of the Universe 2006[3]
- 2013: 19th Politics Magazine Awards in der Kategorie „Beste Schauspielerin des Jahres“
- 2013: 4th Prestige Awards in der Kategorie „Beste Schauspielerin“